# 7 Pardeh
Pour plus de détails, voir Fiche technique et Distribution.
7 Pardeh (7 voiles) est un documentaire français réalisé par Sepideh Farsi et sorti en 2017.

## Fiche technique
- Titre original : 7 Pardeh
- Titre français : 7 voiles
- Réalisation : Sepideh Farsi
- Scénario : Sepideh Farsi
- Photographie : Sepideh Farsi
- Son : Benoît Gargonne
- Montage : Bonita Papastathi
- Société de production : Rêves d'eau productions
- Pays de production  :  France
- Genre : documentaire
- Durée : 80 minutes
- Date de sortie : France - 15 juillet 2017[1]

## Distinctions
- Grand prix de la compétition française au FIDMarseille 2017[2]